# Phytophthora cinnamomi
Phytophthora cinnamomi is een plantenziekte die veroorzaakt wordt een oomyceet (oömyceten lijken erg op schimmels maar zijn het niet, daarom worden ze wel pseudo-schimmels genoemd). Het is een protist en komt in meer dan 70 landen voor.
Deze ziekte veroorzaakt wortelrot en voetrot bij verschillende houtige siergewassen, zoals azalea, Chamaecyparis, kornoelje, forsythia, fraserspar, tsuga, Juniperus, rhododendron, Taxus, Weymouthden en Castanea dentata. De aangetaste planten verwelken en gaan dood.

## Levenscyclus
P. cinnamomi komt voor in de grond en in plantenweefsel. Door de vorming van chlamydosporen kan de oömyceet ook onder moeilijke omstandigheden, zoals droogte, overleven. Onder gunstige omstandigheden kiemen de chlamydosporen en vormen zwamvlokken (of hyfen) en sporangia. De rijpe sporangia vormen zoösporen, die de plantenwortels achter de wortelpunten binnendringen. Zoöspores hebben water nodig voor hun verplaatsing in de grond. Hierdoor treedt vooral infectie op in natte gronden. Vervolgens worden weer sporangia en chlamydosporen gevormd.